# 니게르사우루스
니게르사우루스(Nigersaurus)는 중생대 백악기 전기(1억 1,000만년-9,000만년 전)에 살았던 초식 공룡이다. 아파토사우루스(Apatosaurus)나 브라키오사우루스(Brachiosaurus)등의 용각류에 속하는 공룡이지만, 체격은 훨씬 작다. 몸 전체 길이는 약 15m정도이다. 몸에 털이 나 있었을 것으로 추정된다. 골격은 상당히 가볍게 구성되어 있다. 두개골도 상하 치아가 좌우 거의 일직선으로 나열되어 있다. 아래턱의 형태는 지면의 풀을 쉽게 먹을 수 있도록 진화되어 있다. 치아는 오늘날의 상어와 같이 예비 치아가 있다. 이것을 포함에 대략 500개 정도의 치아가 있다. 예비 치아는 최대 10개가 있다.

## 발견장소
니제르, 이집트, 모로코, 튀니지, 알제리 등

## 니게르사우루스의 이미지

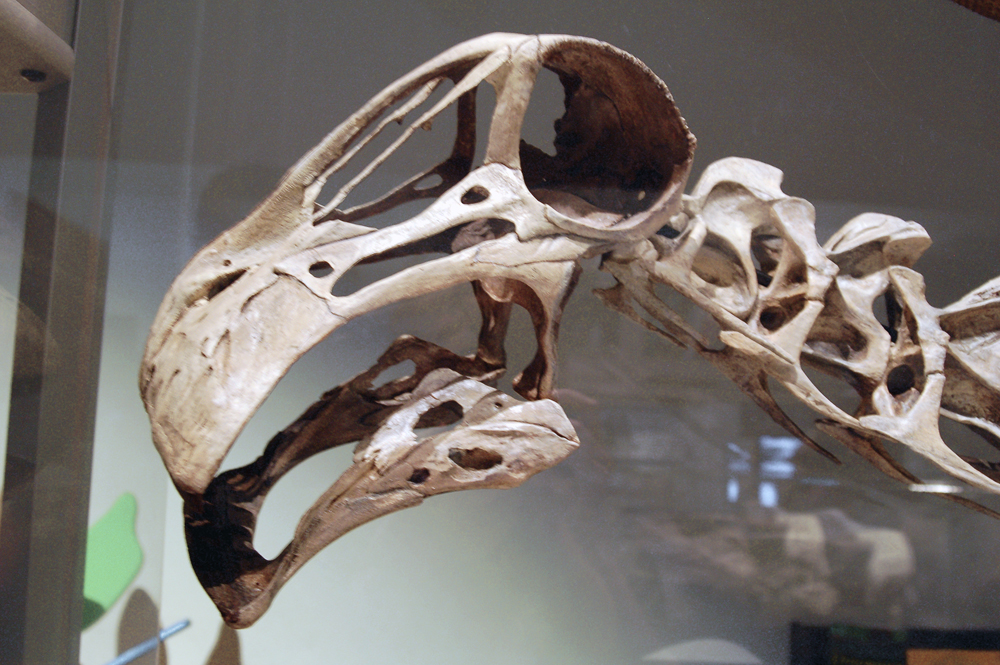
니게르사우루스의 두개골
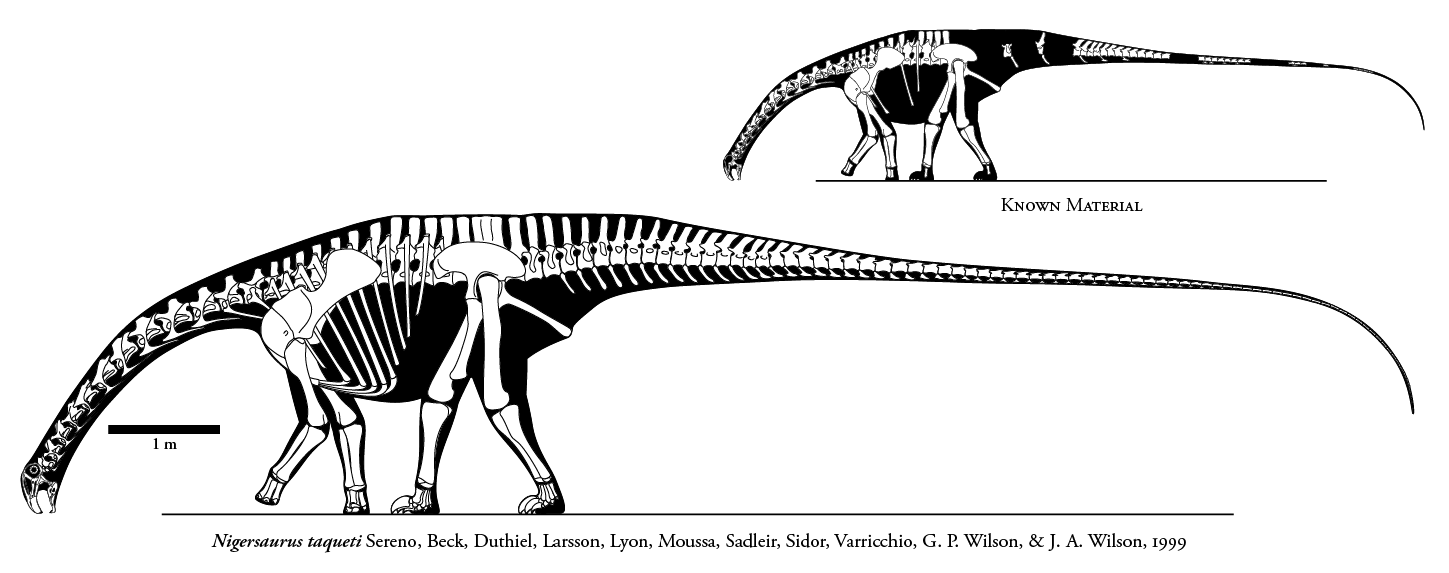
골격 상상도